# Mary Donaldson, Vương hậu Đan Mạch
Mary Donaldson, Vương hậu Đan Mạch (tên đầy đủ: Mary Elizabeth Donaldson, sinh ngày 5 tháng 2 năm 1972 tại Hobart, Tasmania, Úc) là Vương hậu Đan Mạch, vợ của Frederik X của Đan Mạch. 
Năm 2000, Mary và Frederik gặp nhau tại Slip Inn, một quán rượu ở Sydney, khi thái tử đi thăm Úc trong thời gian diễn ra Thế vận hội mùa hè 2000. Lễ đính hôn chính thức của họ trong năm 2003 và cuộc hôn nhân của họ vào năm sau là chủ đề của sự chú ý rộng rãi từ các phương tiện truyền thông Úc và châu Âu, miêu tả cuộc hôn nhân như là một chuyện tình lãng mạn hiện đại "câu chuyện cổ tích" giữa một vương tử và một thường dân.
Vào tháng 5 và tháng 7 năm 2012, Mary đã hai lần xuất hiện trước công chúng trong trang phục áo dài Việt Nam.

## Tước hiệu, kính xưng, huân chương và vương huy

### Tước hiệu và kính xưng
- 5 tháng 2 năm 1972 – 14 tháng 5 năm 2004: Miss Mary Elizabeth Donaldson[2][3][4] (Cô Mary Elizabeth Doanaldson).
- 14 tháng 5 năm 2004 – 29 tháng 4 năm 2008: Her Royal Highness The Crown Princess of Denmark [a] (Vương thái tử phi Đan Mạch Điện hạ)
- 29 tháng 4 năm 2008 – 14 tháng 1 năm 2024: Her Royal Highness The Crown Princess of Denmark, Countess of Monpezat[b][5] (Thái tử phi Đan Mạch, Bá tước phu nhân xứ Monpeat Điện hạ)
- 14 tháng 1 năm 2024 – nay: Her Majesty The Queen[6] (Vương hậu Bệ hạ).

### Cấp bậc quân đội
Đan Mạch

### Vương huy

Vương huy của Mary khi là Thái tử phi Đan Mạch.

Khi kết hôn vào năm 2004, Mary was honoured with the Huân chương Voi, và cha của Mary, ông John Dalgleish Donaldson được trao tặng Huân chương Dannebrog. Theo quy chế của Huân vương Vương thất Đan Mạch, cả Mary và cha đều được ban cho Phù hiệu của riêng mình, được trưng bày trên một tấm bảng của Nhà nguyện của Huân chương Vương thất ở Lâu đài Frederiksborg. Phần chính trên phù hiệu của Mary có màu vàng và biểu tượng chim đại bàng màu đỏ của Gia tộc  MacDonald và biểu tưỡng chiếc thuyền đen, cả hai đều đại diện cho gốc gác Scotland của Mary. Phần trên của biểu tượng chiếc khiên có màu xanh dương cùng với hai biểu tương ngôi sao bảy cánh của Khối Thịnh vượng chung từ Phù hiệu Autstralia và biểu tượng bông hồng vàng ở giữa. Trên chiếc khiên là biểu tương vương miện của Vương thái tử Đan Mạch.

Phù hiệu của cha Mary, Giáo sư John Donaldson, gần như y hệt so với con gái, nhưng khác với Mary là biểu tượng bông hồng vàng thì của John là biểu tượng vô cực màu vàng, tượng trưng cho sự nghiệp của John là một nhà toán học Úc. Trên chiếc khiên là biểu tượng mũ bảo hiểm có các thanh chắn với phần đỉnh là con sư tử đỏ hướng ra ngoài. Biểu tượng sư tử thuộc về Phù hiệu Scotland cũng như từ Tasmania và Hobart. Cả hai phù hiệu được thông qua vào năm 2006 và được đặt tại Nhà nguyện của Huân chương Vương thất vào năm 2007.

Vương huy dạng chữ của Mary
Vương huy dạng chữ đôi của Frederik X và Mary